# Pryazovja
Pryazovja (ukrainsk: Приазов'я, russisk: Приазовье, Priazovye) eller bogstaveligt talt Cis-Azov-regionen bruges normalt til at henvise til det geografiske område på nordkysten af det Azovske Hav. Det ligger i den nordlige del  del af Azov-Kuban-lavlandet, som omgiver Azovhavet langs det meste af kyststrækningen.
Den består af den sydlige del af Donetsk oblast og Zaporizhzhia oblast og den østlige del af Kherson oblast . Den vestlige del af Rostov oblast i Rusland kunne også indgå som en del af det bredere nordlige Pryazovja. Mellem 1783 og 1802 var dette land en del af Novorossija ("Ny Rusland").
Hovedparten af den græske minoritetbefolkning i Ukraine på 91.000 mennesker (i 2021) bor hovedsageligt i Pryazovja-regionen.